# ويندي فيليبس
ويندي فيليبس (بالإنجليزية: Wendy Phillips)‏ (و. 1952 – م) هي ممثلة، وممثلة تلفزيونية، من الولايات المتحدة الأمريكية، ولدت في بروكلين.

## وصلات خارجية
- ويندي فيليبس على موقع IMDb (الإنجليزية)
- ويندي فيليبس على موقع ألو سيني (الفرنسية)
- ويندي فيليبس على موقع أول موفي (الإنجليزية)
- ويندي فيليبس على موقع قاعدة بيانات الأفلام السويدية (السويدية)
- ويندي فيليبس على موقع قاعدة بيانات الفيلم (الإنجليزية)
- ويندي فيليبس على موقع كينوبويسك (الروسية)